# Даллас Євгенія

Даллас Євгенія , також Сакевич-Даллас Євгенія (при народженні — Сакевич; 24 серпня 1925, хутір Кам’яна Балка, нині село Первомайського району Миколаївської області — 12 вересня 2014, Лос-Анджелес, штат Каліфонія, США) — громадська діячка, художниця, україномовна письменниця, модель.

## Біографія
Євгенія Сакевич народилась 25 серпня 1925 р. на хуторі Кам’яна Балка, нині село в Первомайському районі Миколаївської області у Василя та Неоніли Сакевичів. У родині з шести дітей Євгенія була наймолодшою.  Її батьки, які були заможними  селянами, у  1931 р. були репресовані. Деякий час жила  зі старшою сестрою Наталею, пізніше виховувалася у сиротинці.
Під час Другої світової війни у 1942 р. була вивезена працювати на воєнний завод в Австрію. Наприкінці війни спромоглася втекти до Італії, де жила із фальшивими документами під вигаданим іменем, щоб уникнути репатріації до СРСР. Там вона працювала спочатку покоївкою, потім хористкою, а згодом почала працювати моделлю. В 1954 р. переїхала до США. Жила у Швейцарії у 1969 р. У 1973–1982 роках жила у Шотландії . Останні роки жила у Лос-Анджелесі (Каліфонія, США). Була двічі одружена, мала сина від першого чоловіка.
Володіла українською, російською, німецькою, італійською, англійською та французькою мовами.
Виступала з лекціями про Голодомор 1932–1933 років в Україні. 
Євгенія Сакевич-Даллас є авторкою книг «Доля української красуні (Спогади про мою родину під час комуністичного режиму в 1930-і роки)» (К., 1993), «One Woman, Five Lives, Five Countries» (Aurora, 1998; укр. перекл. В. Романовського – «…Не вмирає душа наша: Доля сироти з українського голодомору», К., 2003). За мотивами останньої у 2012 р. в Україні вийшов фільм «Свідок Женя», у якому Евгенія виспупила акторкою та продюсеркою. В англомовній версії фільму закадровий текст читає сама місткиня, в україномовній — Ада Роговцева.
Створила низку графічних та живописних робіт. У 2007 році в Україні, у Музеї Івана Гончара, відбулася виставка її художніх робіт, об’єднаних темою Голодомору.